# ジム・デイビス
ジム・デイビス（Jim Davis）ことジェームズ・ロバート・デイビス（James Robert Davis、1945年7月28日 - ）は、アメリカ合衆国の漫画家である。コミック・ストリップ『ガーフィールド』および『U.S.Acres』の作者として最もよく知られている。1978年から出版されている『ガーフィールド』は、世界で最も広く発表されたコミック・ストリップの一つである。